# Ronde van Dubai
De Ronde van Dubai is een voormalige meerdaagse wielerwedstrijd in de omgeving van Dubai in de Verenigde Arabische Emiraten die in 2014 voor het eerst werd verreden. De koers maakte deel uit van de UCI Asia Tour en werd georganiseerd door RCS Sport, de organisator van Italiaanse wedstrijden als de Ronde van Italië en Milaan-San Remo. De koers werd verreden vóór de Ronde van Qatar en de Ronde van Oman. In 2014 kreeg de koers een 2.1 categorie van de UCI, in 2015 werd dat verhoogd naar 2.HC.
Vanaf 2019 is de Ronde van Dubai samengevoegd met de Ronde van Abu Dhabi tot de Ronde van de Verenigde Arabische Emiraten. Deze koers is onderdeel van de UCI World Tour.

## Lijst van eindwinnaars
| Jaar | Naam           | Ploeg             |
| ---- | -------------- | ----------------- |
| 2014 | Taylor Phinney | BMC Racing Team   |
| 2015 | Mark Cavendish | Etixx-Quick Step  |
| 2016 | Marcel Kittel  | Etixx-Quick Step  |
| 2017 | Marcel Kittel  | Etixx-Quick Step  |
| 2018 | Elia Viviani   | Quick-Step Floors |

2005 · 
2006 · 
2007 · 
2008 · 
2009 · 
2010 · 
2011 · 
2012 · 
2013 · 
2014 ·
2015 ·
2016 ·
2017 ·
2018 ·
2019 ·
2020 ·
2021 ·
2022 ·
2023 · 
2024 · 
2025
Belangrijkste wedstrijden

Ronde van Hainan · Japan Cup · Ronde van Sharjah · Ronde van het Taihu-meer · Ronde van Fuzhou · Ronde van Dubai · Ronde van Qatar · Ronde van Oman · Ronde van Langkawi · Ronde van Taiwan · Ronde van Iran · Ronde van Japan · Ronde van Korea · Ronde van het Qinghaimeer · Ronde van China I · Ronde van China II · Ronde van Almaty